# جيمي كونور (لاعب كرة قدم)
جيمي كونور (بالإنجليزية: Jimmy Connor)‏ هو لاعب كرة قدم بريطاني في مركز نصف الجناح، ولد في 28 نوفمبر 1938 في سندرلاند في المملكة المتحدة. لعب مع دارلينجتون إف سى.